# Erasmus Darwin
Erasmus Darwin (12. prosince 1731 – 18. dubna 1802) byl anglický lékař, přírodní filosof, fyziolog, abolicionista, vynálezce a básník. Ve svých básních se zabýval přírodními vědami a psal i o evoluci a příbuznosti všech živých bytostí. Byl také zakladatelem Lunární společnosti (Lunar Society) a členem Derbské filosofické společnosti. Jeho vnuky byli Charles Darwin a Francis Galton.

## Život
Erasmus Darwin se narodil v Elston Hall v Nottinghamshire v Anglii. Vystudoval gymnázium v Chesterfieldu a poté St John's College v Cambridgi. Lékařské vzdělání získal na univerzitě v Edinburghu. V roce 1756 se přestěhoval do Lichfieldu a započal tam lékařskou kariéru. Dařilo se mu natolik, že mu britský král Jiří III. nabídl místo královského lékaře; Darwin ale nabídku odmítl.

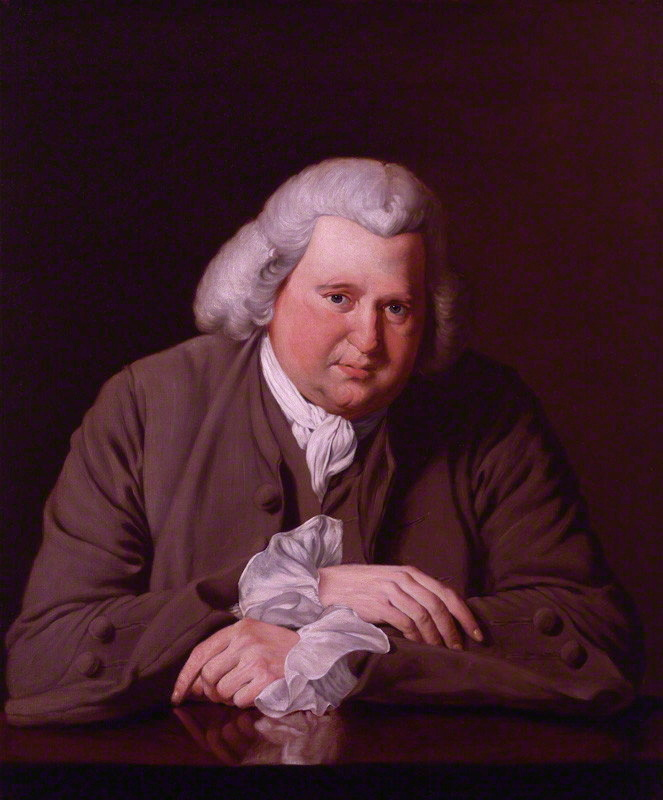
Darwin v roce 1770

Darwin se dvakrát oženil a měl 14 dětí. V roce 1757 si vzal Marry Howardovou (1740–1770). Měli spolu čtyři syny a dceru, z nichž dva (syn a dcera) zemřeli krátce po narození. Mezi nimi byl Robert Darwin, otec Charlese Darwina.
Když v roce 1770 Marry Darwinová zemřela, najala si rodina na hlídání Roberta guvernantku Mary Parkerovou. S ní se Erasmus Darwin sblížil a měli spolu dvě dcery. V roce 1782 se Mary odstěhovala.
Je možné, že Darwin měl v roce 1771 další dceru, tentokrát se vdanou Lucy Swiftovou.
V roce 1775 poznal Elizabeth Poleovou, která ale byla vdaná. V roce 1780 její manžel zemřel a Darwin si ji vzal. Měli spolu tři dcery a čtyři syny, z nichž jeden zemřel krátce po narození. Mezi dcerami byla Frances Ann Violetta, matka Francise Galtona.

## Psaní
Darwin založil Lichfieldskou botanickou společnost, která měla přeložit díla švédského botanika Carla Linného z latiny do angličtiny. Výsledkem byla dvě díla: Soustava zeleniny (1785) a Rostlinné druhy (1787). V těchto knihách Darwin zavedl několik anglických názvů rostlin, které se používají dodnes.
Poté napsal dvě básně, The Loves of the Plants (česky doslova Lásky rostlin) a Economy of Vegetation (česky doslova Rostlinné hospodářství), z kterých pak vytvořil knihu The Botanic Garden (česky doslova Botanická zahrada).
Jeho nejvýznamnějším vědeckým dílem je Zoonomia (1794–1796), ve které se zabývá patologií, anatomií a psychologií. Také obsahuje počáteční úvahy o evoluci, které později rozvinul jeho vnuk Charles Darwin.